# Pacelliufer
Das Pacelliufer (Trierisch: patʃɛliːʔuːfɐ) ist eine nach Eugenio Pacelli, dem späteren Papst Pius XII., benannte Straße in Trier. Sie verläuft entlang der Mosel zwischen dem südlichen Stadtrand, wo die B 268 in die B 51 mündet, und der Hohenzollernstraße. Der Abschnitt der Straße vom Stadtrand bis zur Konrad-Adenauer-Brücke ist Teil der B 51, ab der Brücke ist sie Teil der B 49. Die Straße ist vierspurig ausgebaut.
Die Straße erhielt ihren Namen 1957 und hieß zuvor Matthiasufer nach dem gleichnamigen Trierer Stadtteil. Die Umbenennung der Straße erinnert an einen Besuch des Apostolischen Nuntius Pacelli im Jahre 1927. Von 1934 bis 1945 hieß die Straße Horst-Wessel-Ufer, benannt nach Horst Wessel.
Am Pacelliufer liegen die Rückseiten verschiedener (denkmalgeschützter) Gebäude der angrenzenden Straßen, unter anderem der Medardstraße. Im südlichen Bereich ist der Abstand zwischen Pacelliufer und Medardstraße so eng, dass nur ein Grundstück dazwischen liegt. An der Straße sind auch das Wasserstraßen- und Schifffahrtsamt Trier und eine Tankstelle angesiedelt.
Am Pacelliufer mündet der in diesem Bereich kanalisierte Olewiger Bach. Parallel läuft ein 1,20 m breiter Kanal der Stadtentwässerung.

## Römische Funde
Am Pacelliufer wurden die ältesten Funde frührömischer Siedlungen in Trier gemacht. Dort befand sich das römische Töpferviertel von Trier, nach dem die Töpferstraße benannt wurde. 1983 wurden bei Museumsgrabungen in der Umgebung des Pacelliufers 14 Töpferöfen aus der Römerzeit entdeckt. Es wird angenommen, dass das Töpferviertel eins der größten und bedeutendsten Industriegebiete der antiken Welt war. Produziert wurde vorwiegend Trinkgeschirr, darunter die Trierer Spruchbecher und Terra Sigillata. Die Hauptphase der Trierer Töpferindustrie lag zwischen dem ersten und vierten Jahrhundert nach Christus. Die Ziegel vom Pacelliufer wurden sogar im weit entfernten Köln-Deutz verbaut.